# Diecezja Andong
Diecezja Andong (łac. Dioecesis Andongensis, kor. 천주교 안동교구) – rzymskokatolicka diecezja ze stolicą w Andong, w Korei Południowej. Biskupi Andong są sufraganami arcybiskupów Daegu.
31 grudnia 2010 w diecezji służyło 83 kapłanów, z czego 76 było Koreańczykami, a 7 obcokrajowcami. W seminarium duchownym kształciło się 19 alumnów.
W 2023 w diecezji służyło 12 braci i 107 sióstr zakonnych.
Kościół katolicki na terenie diecezji prowadzi 1 klinikę oraz 35 instytucji pomocy społecznej. W diecezji znajduje się również 1 katolicki uniwersytet dla osób świeckich.

## Historia
29 maja 1969 papież Paweł VI bullą Quae in Actibus erygował diecezję Andong. Dotychczas wierni z tych terenów należeli do archidiecezji Daegu i do diecezji Wonju.

## Główne świątynie
- Katedra: Katedra Niepokalanego Poczęcia w Andong

## Biskupi Andong
- René Dupont MEP[1] (1969 - 1990) zrezygnował, aby biskupem mógł zostać Koreańczyk
- Ignatius Pak Sok-hi (1990 - 2000)
- John Chrisostom Kwon Hyok-ju (2001 - nadal)